# Hengstforde (Apen)
Hengstforde ist eine Bauerschaft und Ortsteil der Gemeinde Apen im Landkreis Ammerland in Niedersachsen.

## Geographie
Hengstforde grenzt westlich an Apen und liegt an der Landesstraße 821. Südlich von Hengstforde liegt das Naturschutzgebiet Aper Tief. Zur Bauerschaft Hengstforde gehören Aperberg, Hengstforderfeld und Teile von Nordloh-Kanal.

## Geschichte

### Einwohnerentwicklung
Einwohnerzahlen des Ortsteiles Hengstforde, jeweils zum Stand 31. Dezember.
- 2014: 184 Einwohner[2]
- 2015: 197 Einwohner[2]
- 2016: 200 Einwohner[2]
- 2017: 196 Einwohner[2]
- 2018: 199 Einwohner[2]
- 2019: 184 Einwohner[2]
- 2020: 183 Einwohner[2]

## Kultur und Sehenswürdigkeiten
Am Aper Tief befindet sich die unter Denkmalschutz stehende Hengstforder Mühle.